# Trogon à ventre orange
Trogon aurantiiventris
Espèce
Statut de conservation UICN

 LC  : Préoccupation mineure
Le Trogon à ventre orange (Trogon aurantiiventris) est une espèce d'oiseaux de la famille des Trogonidae.

## Taxonomie
Le Congrès ornithologique international considère qu'il ne s'agit que d'un morphe de couleur du Trogon rosalba (Trogon collaris). Leur décision est intervenue après qu'il a été découvert que ces oiseaux formaient des couples avec des trogons rosalba ; et qu'il existait des oiseaux au plumage identique dans l'État de Oaxaca (Sud du Mexique). Les analyses phylogéniques de DaCosta & Klicka (2008) soutiennent la thèse que Trogon aurantiiventris n'est qu'un morphe du Trogon rosalba. Toutefois, Clements (2014) et Howard & Moore (2014)  considèrent toujours l'espèce comme valide.